# 데르비 디탈리아
데르비 디탈리아(이탈리아어: Derby d'Italia 데르비 디탈리아[*]) 혹은 이를 한국어로 번역한 '이탈리아 더비'로도 불리는 이 경기는 인테르와 유벤투스 간의 경기를 가리킨다. 현재까지 공식전 기준 총 246번의 경기가 있었다.
이 경기는 엄연히 더비는 아니나, 두 구단 모두 긴 역사, 가장 많은 우승 뿐만 아니라 이탈리아에서 가장 많은 수익과 가장 높은 가치를 가지고 있는 두 구단이 붙는 '큰 경기'에 가깝다. 세리에 A에서, 인테르와 유벤투스 간의 경기는 리그 순위의 선두를 결정짓고, 스쿠데토의 행방이 결정되는 경기가 된 적이 많다. 코파 이탈리아(1959, 1965)에서 두 결승전과 수페르코파 이탈리아나(2005, 2021)에서 두 결승전 또한 이 둘 간의 대결이었다.
인테르와 유벤투스, 이 두 구단 간의 경기는 밀라노와 토리노를 나누는 경제적, 정치적 측면에서의 경쟁으로도 드러난다. 이탈리아 북서부의 제노바와 더불어 소위 삼각공업지대로 불리는 가장 큰 도시이며, 스포츠가 가장 발달한 지역이다. 이 뿐만 아니라 가장 오랜 기간 동안 구단을 소유한 모라티 가문과 아녤리 가문 간의 대결이기도 했다. 이러한 점이 왜 이 경기가 "지역 간 더비"로도 표현되는지 보여준다.

## 유래

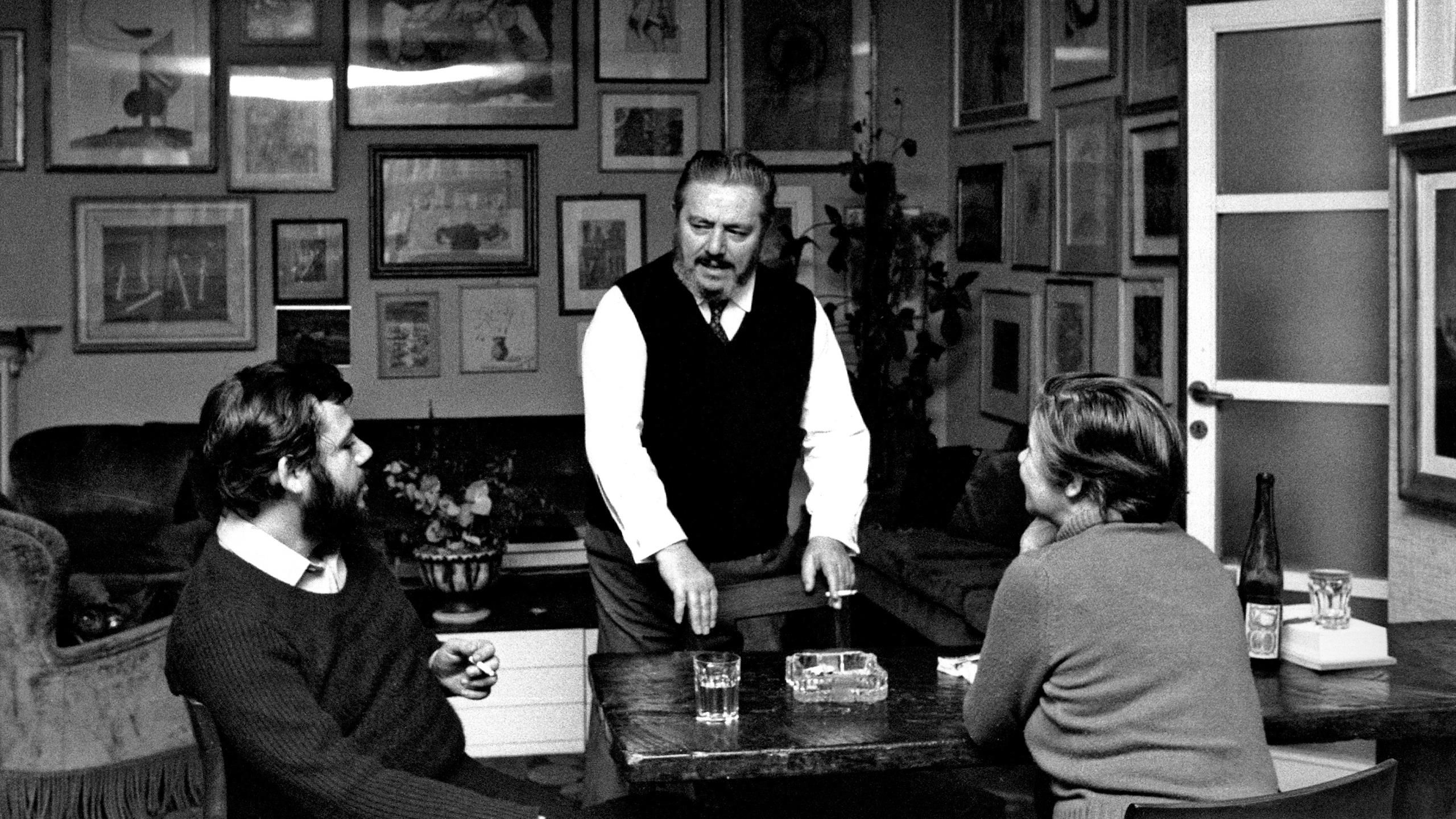
«이탈리아 더비»라는 용어를 만든, 저널리스트 잔니 브레라.

명칭의 유래는 1967년 20세기에 이탈리아에서 가장 영향력있는 스포츠 저널리스트인, 잔니 브레라가 지은 것인데, 비록 두 구단은 서로 다른 도시, 다른 지역에 있지만 이탈리아에서 가장 많은 우승과 팬을 가지고 있을 뿐만이 아니라 당시 세리에 A에서 한번도 강등이 없던 구단으로서 깊은 라이벌 관계가 형성돼 있었고, 그러한 두 구단의 경기를 '이탈리아 더비'라 칭한 것에 기인한다. 1967년에 인테르와 유벤투스가 당시 이탈리아에서 가장 주요한 경제 왕조인 '모라티'와 '아녤리'라는 두 가문의 손에 있었다는 것도 브레라의 이러한 '이탈리아 더비'라는 표현에 사회적 가치도 내포해 있었음을 볼 수 있다.

## 경기 결과
이하는 인테르와 유벤투스 간의 공식 경기의 결과 표이다. 2022년 11월 6일 기준.
| 시즌      | 대회                             | 날짜             | 홈 구단  | 결과   | 원정 구단 | 회차 |
| --------- | -------------------------------- | ---------------- | -------- | ------ | --------- | ---- |
| 1909-10   | 프리마 카테고리아                | 1909년 11월 14일 | 유벤투스 | 2 - 0  | 인테르    | 1    |
| 1909-10   | 프리마 카테고리아                | 1909년 11월 28일 | 인테르   | 1 - 0  | 유벤투스  | 2    |
| 1910-11   | 프리마 카테고리아                | 1911년 3월 12일  | 인테르   | 1 - 1  | 유벤투스  | 3    |
| 1910-11   | 프리마 카테고리아                | 1911년 5월 28일  | 유벤투스 | 0 - 2  | 인테르    | 4    |
| 1911-12   | 프리마 카테고리아                | 1911년 11월 26일 | 인테르   | 6 - 1  | 유벤투스  | 5    |
| 1911-12   | 프리마 카테고리아                | 1912년 2월 11일  | 유벤투스 | 0 - 4  | 인테르    | 6    |
| 1913-14   | 프리마 카테고리아                | 1913년 12월 14일 | 유벤투스 | 7 - 2  | 인테르    | 7    |
| 1913-14   | 프리마 카테고리아                | 1914년 1월 4일   | 인테르   | 6 - 1  | 유벤투스  | 8    |
| 1913-14   | 프리마 카테고리아                | 1914년 3월 22일  | 유벤투스 | 1 - 0  | 인테르    | 9    |
| 1913-14   | 프리마 카테고리아                | 1914년 5월 17일  | 인테르   | 2 - 2  | 유벤투스  | 10   |
| 1919-20   | 프리마 카테고리아 (장소: 제노바) | 1920년 5월 23일  | 인테르   | 1 - 0  | 유벤투스  | 11   |
| 1923-24   | 프리마 디비시오네                | 1923년 10월 7일  | 유벤투스 | 2 - 0  | 인테르    | 12   |
| 1923-24   | 프리마 디비시오네                | 1924년 4월 20일  | 인테르   | 2 - 2  | 유벤투스  | 13   |
| 1926-27   | 디비시오네 나치오날레            | 1926년 11월 7일  | 유벤투스 | 4 - 1  | 인테르    | 14   |
| 1926-27   | 디비시오네 나치오날레            | 1927년 2월 6일   | 인테르   | 3 - 0  | 유벤투스  | 15   |
| 1926-27   | 디비시오네 나치오날레            | 1927년 4월 10일  | 인테르   | 2 - 1  | 유벤투스  | 16   |
| 1926-27   | 디비시오네 나치오날레            | 1927년 6월 26일  | 유벤투스 | 1 - 3  | 인테르    | 17   |
| 1927-28   | 디비시오네 나치오날레            | 1927년 8월 12일  | 유벤투스 | 1 - 1  | 인테르    | 18   |
| 1927-28   | 디비시오네 나치오날레            | 1928년 2월 26일  | 인테르   | 1 - 0  | 유벤투스  | 19   |
| 1927-28   | 디비시오네 나치오날레            | 1928년 5월 17일  | 인테르   | 1 - 4  | 유벤투스  | 20   |
| 1927-28   | 디비시오네 나치오날레            | 1928년 7월 22일  | 유벤투스 | 1 - 0  | 인테르    | 21   |
| 1928-29   | 디비시오네 나치오날레            | 1928년 11월 25일 | 유벤투스 | 0 - 0  | 인테르    | 22   |
| 1928-29   | 디비시오네 나치오날레            | 1929년 4월 21일  | 인테르   | 4 - 2  | 유벤투스  | 23   |
| 1928-29   | 미트로파 컵 예선                 | 1929년 5월 30일  | 유벤투스 | 1 - 0  | 인테르    | 24   |
| 1929-30   | 세리에 A                         | 1930년 3월 19일  | 유벤투스 | 1 - 2  | 인테르    | 25   |
| 1929-30   | 세리에 A                         | 1930년 6월 29일  | 인테르   | 2 - 0  | 유벤투스  | 26   |
| 1930-31   | 세리에 A                         | 1931년 1월 18일  | 인테르   | 2 - 3  | 유벤투스  | 27   |
| 1930-31   | 세리에 A                         | 1931년 6월 21일  | 유벤투스 | 1 - 0  | 인테르    | 28   |
| 1931-32   | 세리에 A                         | 1932년 1월 17일  | 유벤투스 | 6 - 2  | 인테르    | 29   |
| 1931-32   | 세리에 A                         | 1932년 6월 5일   | 인테르   | 2 - 4  | 유벤투스  | 30   |
| 1932-33   | 세리에 A                         | 1932년 12월 18일 | 유벤투스 | 3 - 0  | 인테르    | 31   |
| 1932-33   | 세리에 A                         | 1933년 5월 25일  | 인테르   | 2 - 2  | 유벤투스  | 32   |
| 1933-34   | 세리에 A                         | 1933년 11월 12일 | 인테르   | 3 - 2  | 유벤투스  | 33   |
| 1933-34   | 세리에 A                         | 1934년 4월 1일   | 유벤투스 | 0 - 0  | 인테르    | 34   |
| 1934-35   | 세리에 A                         | 1934년 11월 18일 | 유벤투스 | 1 - 0  | 인테르    | 35   |
| 1934-35   | 세리에 A                         | 1935년 3월 31일  | 인테르   | 0 - 0  | 유벤투스  | 36   |
| 1935-36   | 세리에 A                         | 1935년 11월 17일 | 인테르   | 4 - 0  | 유벤투스  | 37   |
| 1935-36   | 세리에 A                         | 1936년 3월 15일  | 유벤투스 | 1 - 0  | 인테르    | 38   |
| 1935-36   | 코파 이탈리아                    | 1936년 5월 21일  | 인테르   | 0 - 1  | 유벤투스  | 39   |
| 1936-37   | 세리에 A                         | 1936년 10월 18일 | 유벤투스 | 1 - 1  | 인테르    | 40   |
| 1936-37   | 세리에 A                         | 1937년 2월 21일  | 인테르   | 2 - 0  | 유벤투스  | 41   |
| 1937-38   | 세리에 A                         | 1937년 11월 14일 | 인테르   | 2 - 1  | 유벤투스  | 42   |
| 1937-38   | 세리에 A                         | 1938년 3월 13일  | 유벤투스 | 2 - 1  | 인테르    | 43   |
| 1937-38   | 코파 이탈리아                    | 1938년 4월 21일  | 유벤투스 | 2 - 0  | 인테르    | 44   |
| 1938-39   | 세리에 A                         | 1938년 10월 16일 | 인테르   | 5 - 0  | 유벤투스  | 45   |
| 1938-39   | 세리에 A                         | 1939년 2월 26일  | 유벤투스 | 0 - 0  | 인테르    | 46   |
| 1939-40   | 세리에 A                         | 1939년 9월 17일  | 인테르   | 4 - 0  | 유벤투스  | 47   |
| 1939-40   | 세리에 A                         | 1940년 1월 21일  | 유벤투스 | 1 - 0  | 인테르    | 48   |
| 1940-41   | 세리에 A                         | 1940년 11월 10일 | 인테르   | 2 - 1  | 유벤투스  | 49   |
| 1940-41   | 세리에 A                         | 1941년 3월 2일   | 유벤투스 | 2 - 0  | 인테르    | 50   |
| 1940-41   | 코파 이탈리아                    | 1941년 5월 11일  | 인테르   | 0 - 2  | 유벤투스  | 51   |
| 1941-42   | 세리에 A                         | 1942년 1월 4일   | 인테르   | 4 - 1  | 유벤투스  | 52   |
| 1941-42   | 세리에 A                         | 1942년 5월 17일  | 유벤투스 | 4 - 0  | 인테르    | 53   |
| 1942-43   | 세리에 A                         | 1942년 11월 29일 | 유벤투스 | 4 - 2  | 인테르    | 54   |
| 1942-43   | 세리에 A                         | 1943년 3월 14일  | 인테르   | 3 - 1  | 유벤투스  | 55   |
| 1943-44   | 캄피오나토 알타 이탈리아         | 1944년 5월 28일  | 인테르   | 2 - 1  | 유벤투스  | 56   |
| 1943-44   | 캄피오나토 알타 이탈리아         | 1944년 6월 11일  | 유벤투스 | 1 - 0  | 인테르    | 57   |
| 1945-46   | 디비시오네 나치오날레            | 1945년 11월 18일 | 인테르   | 2 - 2  | 유벤투스  | 58   |
| 1945-46   | 디비시오네 나치오날레            | 1946년 2월 17일  | 유벤투스 | 0 - 0  | 인테르    | 59   |
| 1945-46   | 디비시오네 나치오날레            | 1946년 5월 5일   | 인테르   | 1 - 0  | 유벤투스  | 60   |
| 1945-46   | 디비시오네 나치오날레            | 1946년 6월 23일  | 유벤투스 | 1 - 0  | 인테르    | 61   |
| 1946-47   | 세리에 A                         | 1946년 12월 15일 | 유벤투스 | 4 - 1  | 인테르    | 62   |
| 1946-47   | 세리에 A                         | 1947년 5월 18일  | 인테르   | 0 - 0  | 유벤투스  | 63   |
| 1947-48   | 세리에 A                         | 1947년 10월 12일 | 인테르   | 4 - 2  | 유벤투스  | 64   |
| 1947-48   | 세리에 A                         | 1948년 3월 14일  | 유벤투스 | 2 - 0  | 인테르    | 65   |
| 1948-49   | 세리에 A                         | 1948년 11월 4일  | 유벤투스 | 0 - 1  | 인테르    | 66   |
| 1948-49   | 세리에 A                         | 1949년 3월 6일   | 인테르   | 1 - 1  | 유벤투스  | 67   |
| 1949-50   | 세리에 A                         | 1949년 11월 13일 | 유벤투스 | 3 - 2  | 인테르    | 68   |
| 1949-50   | 세리에 A                         | 1950년 3월 26일  | 인테르   | 2 - 4  | 유벤투스  | 69   |
| 1950-51   | 세리에 A                         | 1950년 12월 3일  | 인테르   | 3 - 0  | 유벤투스  | 70   |
| 1950-51   | 세리에 A                         | 1951년 4월 22일  | 유벤투스 | 0 - 2  | 인테르    | 71   |
| 1951-52   | 세리에 A                         | 1952년 1월 6일   | 유벤투스 | 3 - 2  | 인테르    | 72   |
| 1951-52   | 세리에 A                         | 1952년 6월 1일   | 인테르   | 3 - 2  | 유벤투스  | 73   |
| 1952-53   | 세리에 A                         | 1953년 1월 4일   | 인테르   | 2 - 0  | 유벤투스  | 74   |
| 1952-53   | 세리에 A                         | 1953년 5월 10일  | 유벤투스 | 2 - 1  | 인테르    | 75   |
| 1953-54   | 세리에 A                         | 1953년 11월 22일 | 유벤투스 | 2 - 2  | 인테르    | 76   |
| 1953-54   | 세리에 A                         | 1954년 4월 4일   | 인테르   | 6 - 0  | 유벤투스  | 77   |
| 1954-55   | 세리에 A                         | 1954년 12월 12일 | 인테르   | 1 - 2  | 유벤투스  | 78   |
| 1954-55   | 세리에 A                         | 1955년 4월 24일  | 유벤투스 | 3 - 2  | 인테르    | 79   |
| 1955-56   | 세리에 A                         | 1956년 1월 8일   | 유벤투스 | 1 - 0  | 인테르    | 80   |
| 1955-56   | 세리에 A                         | 1956년 5월 13일  | 인테르   | 0 - 2  | 유벤투스  | 81   |
| 1956-57   | 세리에 A                         | 1956년 10월 14일 | 인테르   | 1 - 1  | 유벤투스  | 82   |
| 1956-57   | 세리에 A                         | 1957년 3월 3일   | 유벤투스 | 5 - 1  | 인테르    | 83   |
| 1957-58   | 세리에 A                         | 1957년 10월 27일 | 유벤투스 | 3 - 1  | 인테르    | 84   |
| 1957-58   | 세리에 A                         | 1958년 3월 16일  | 인테르   | 2 - 2  | 유벤투스  | 85   |
| 1958-59   | 세리에 A                         | 1958년 12월 18일 | 인테르   | 1 - 3  | 유벤투스  | 86   |
| 1958-59   | 세리에 A                         | 1959년 4월 19일  | 유벤투스 | 3 - 2  | 인테르    | 87   |
| 1958-59   | 코파 이탈리아                    | 1959년 9월 13일  | 인테르   | 1 - 4  | 유벤투스  | 88   |
| 1959-60   | 세리에 A                         | 1959년 12월 13일 | 유벤투스 | 1 - 0  | 인테르    | 89   |
| 1959-60   | 세리에 A                         | 1960년 4월 24일  | 인테르   | 0 - 3  | 유벤투스  | 90   |
| 1960-61   | 세리에 A                         | 1960년 12월 18일 | 인테르   | 3 - 1  | 유벤투스  | 91   |
| 1960-61   | 세리에 A                         | 1961년 6월 10일  | 유벤투스 | 9 - 1  | 인테르    | 92   |
| 1961-62   | 세리에 A                         | 1961년 10월 22일 | 유벤투스 | 2 - 4  | 인테르    | 93   |
| 1961-62   | 세리에 A                         | 1962년 2월 25일  | 인테르   | 2 - 2  | 유벤투스  | 94   |
| 1962-63   | 세리에 A                         | 1962년 12월 23일 | 인테르   | 1 - 0  | 유벤투스  | 95   |
| 1962-63   | 세리에 A                         | 1963년 4월 28일  | 유벤투스 | 0 - 1  | 인테르    | 96   |
| 1963-64   | 세리에 A                         | 1963년 12월 22일 | 유벤투스 | 4 - 1  | 인테르    | 97   |
| 1963-64   | 세리에 A                         | 1964년 5월 3일   | 인테르   | 1 - 0  | 유벤투스  | 98   |
| 1964-65   | 세리에 A                         | 1964년 12월 27일 | 인테르   | 1 - 1  | 유벤투스  | 99   |
| 1964-65   | 세리에 A                         | 1965년 5월 16일  | 유벤투스 | 0 - 2  | 인테르    | 100  |
| 1964-65   | 코파 이탈리아 (장소: 로마)       | 1965년 8월 29일  | 유벤투스 | 1 - 0  | 인테르    | 101  |
| 1965-66   | 세리에 A                         | 1966년 1월 2일   | 유벤투스 | 0 - 0  | 인테르    | 102  |
| 1965-66   | 세리에 A                         | 1966년 5월 8일   | 인테르   | 3 - 1  | 유벤투스  | 103  |
| 1966-67   | 세리에 A                         | 1966년 12월 31일 | 인테르   | 1 - 1  | 유벤투스  | 104  |
| 1966-67   | 세리에 A                         | 1967년 5월 7일   | 유벤투스 | 1 - 0  | 인테르    | 105  |
| 1967-68   | 세리에 A                         | 1967년 12월 31일 | 유벤투스 | 3 - 2  | 인테르    | 106  |
| 1967-68   | 세리에 A                         | 1968년 4월 28일  | 인테르   | 0 - 0  | 유벤투스  | 107  |
| 1968-69   | 세리에 A                         | 1969년 1월 12일  | 인테르   | 1 - 2  | 유벤투스  | 108  |
| 1968-69   | 세리에 A                         | 1969년 5월 4일   | 유벤투스 | 1 - 0  | 인테르    | 109  |
| 1969-70   | 세리에 A                         | 1969년 10월 26일 | 유벤투스 | 2 - 1  | 인테르    | 110  |
| 1969-70   | 세리에 A                         | 1970년 3월 1일   | 인테르   | 0 - 0  | 유벤투스  | 111  |
| 1970-71   | 세리에 A                         | 1970년 12월 27일 | 인테르   | 2 - 0  | 유벤투스  | 112  |
| 1970-71   | 세리에 A                         | 1971년 4월 18일  | 유벤투스 | 1 - 1  | 인테르    | 113  |
| 1970-71   | 트로페오 피키                    | 1971년 6월 19일  | 인테르   | 3 - 1  | 유벤투스  | 114  |
| 1971-72   | 세리에 A                         | 1972년 1월 2일   | 인테르   | 0 - 0  | 유벤투스  | 115  |
| 1971-72   | 세리에 A                         | 1972년 4월 23일  | 유벤투스 | 3 - 0  | 인테르    | 116  |
| 1971-72   | 코파 이탈리아                    | 1972년 6월 4일   | 인테르   | 3 - 1  | 유벤투스  | 117  |
| 1971-72   | 코파 이탈리아                    | 1972년 6월 25일  | 유벤투스 | 2 - 1  | 인테르    | 118  |
| 1972-73   | 세리에 A                         | 1973년 1월 7일   | 인테르   | 0 - 2  | 유벤투스  | 119  |
| 1972-73   | 세리에 A                         | 1973년 5월 13일  | 유벤투스 | 2 - 1  | 인테르    | 120  |
| 1972-73   | 코파 이탈리아                    | 1973년 6월 17일  | 인테르   | 1 - 1  | 유벤투스  | 121  |
| 1972-73   | 코파 이탈리아                    | 1973년 6월 27일  | 유벤투스 | 4 - 2  | 인테르    | 122  |
| 1973-74   | 세리에 A                         | 1974년 1월 6일   | 유벤투스 | 2 - 0  | 인테르    | 123  |
| 1973-74   | 세리에 A                         | 1974년 4월 28일  | 인테르   | 0 - 2  | 유벤투스  | 124  |
| 1974-75   | 세리에 A                         | 1974년 12월 1일  | 인테르   | 0 - 1  | 유벤투스  | 125  |
| 1974-75   | 세리에 A                         | 1975년 5월 23일  | 유벤투스 | 1 - 0  | 인테르    | 126  |
| 1974-75   | 코파 이탈리아                    | 1975년 5월 29일  | 유벤투스 | 1 - 2  | 인테르    | 127  |
| 1974-75   | 코파 이탈리아                    | 1975년 6월 19일  | 인테르   | 2 - 6  | 유벤투스  | 128  |
| 1975-76   | 코파 이탈리아                    | 1975년 8월 31일  | 인테르   | 1 - 0  | 유벤투스  | 129  |
| 1975-76   | 세리에 A                         | 1975년 12월 14일 | 유벤투스 | 2 - 0  | 인테르    | 130  |
| 1975-76   | 세리에 A                         | 1976년 4월 4일   | 인테르   | 1 - 0  | 유벤투스  | 131  |
| 1976-77   | 세리에 A                         | 1977년 1월 16일  | 유벤투스 | 2 - 0  | 인테르    | 132  |
| 1976-77   | 세리에 A                         | 1977년 5월 8일   | 인테르   | 0 - 2  | 유벤투스  | 133  |
| 1976-77   | 코파 이탈리아                    | 1977년 6월 12일  | 유벤투스 | 0 - 1  | 인테르    | 134  |
| 1976-77   | 코파 이탈리아                    | 1977년 6월 19일  | 인테르   | 1 - 0  | 유벤투스  | 135  |
| 1977-78   | 세리에 A                         | 1977년 12월 18일 | 인테르   | 0 - 1  | 유벤투스  | 136  |
| 1977-78   | 세리에 A                         | 1978년 4월 8일   | 유벤투스 | 2 - 2  | 인테르    | 137  |
| 1978-79   | 세리에 A                         | 1978년 12월 10일 | 유벤투스 | 1 - 1  | 인테르    | 138  |
| 1978-79   | 세리에 A                         | 1979년 4월 14일  | 인테르   | 2 - 1  | 유벤투스  | 139  |
| 1978-79   | 코파 이탈리아                    | 1979년 4월 25일  | 유벤투스 | 3 - 1  | 인테르    | 140  |
| 1978-79   | 코파 이탈리아                    | 1979년 5월 9일   | 인테르   | 1 - 0  | 유벤투스  | 141  |
| 1979-80   | 세리에 A                         | 1979년 11월 11일 | 인테르   | 4 - 0  | 유벤투스  | 142  |
| 1979-80   | 코파 이탈리아                    | 1979년 11월 28일 | 인테르   | 1 - 2  | 유벤투스  | 143  |
| 1979-80   | 코파 이탈리아                    | 1980년 1월 30일  | 유벤투스 | 0 - 0  | 인테르    | 144  |
| 1979-80   | 세리에 A                         | 1980년 3월 23일  | 유벤투스 | 2 - 0  | 인테르    | 145  |
| 1980-81   | 세리에 A                         | 1980년 11월 23일 | 유벤투스 | 2 - 1  | 인테르    | 146  |
| 1980-81   | 세리에 A                         | 1981년 3월 29일  | 인테르   | 1 - 0  | 유벤투스  | 147  |
| 1981-82   | 세리에 A                         | 1981년 12월 20일 | 인테르   | 0 - 0  | 유벤투스  | 148  |
| 1981-82   | 세리에 A                         | 1982년 4월 25일  | 유벤투스 | 1 - 0  | 인테르    | 149  |
| 1982-83   | 세리에 A                         | 1982년 12월 19일 | 인테르   | 0 - 0  | 유벤투스  | 150  |
| 1982-83   | 세리에 A                         | 1983년 5월 1일   | 유벤투스 | 0 - 2  | 인테르    | 151  |
| 1982-83   | 코파 이탈리아                    | 1983년 6월 11일  | 유벤투스 | 2 - 1  | 인테르    | 152  |
| 1982-83   | 코파 이탈리아                    | 1983년 6월 15일  | 인테르   | 0 - 0  | 유벤투스  | 153  |
| 1983-84   | 세리에 A                         | 1983년 12월 18일 | 유벤투스 | 2 - 0  | 인테르    | 154  |
| 1983-84   | 세리에 A                         | 1984년 4월 29일  | 인테르   | 1 - 2  | 유벤투스  | 155  |
| 1984-85   | 세리에 A                         | 1984년 11월 11일 | 인테르   | 4 - 0  | 유벤투스  | 156  |
| 1984-85   | 세리에 A                         | 1985년 3월 24일  | 유벤투스 | 3 - 1  | 인테르    | 157  |
| 1985-86   | 세리에 A                         | 1985년 11월 24일 | 인테르   | 1 - 1  | 유벤투스  | 158  |
| 1985-86   | 세리에 A                         | 1986년 3월 23일  | 유벤투스 | 2 - 0  | 인테르    | 159  |
| 1986-87   | 세리에 A                         | 1986년 10월 26일 | 유벤투스 | 1 - 1  | 인테르    | 160  |
| 1986-87   | 세리에 A                         | 1987년 3월 15일  | 인테르   | 2 - 1  | 유벤투스  | 161  |
| 1987-88   | 세리에 A                         | 1987년 10월 25일 | 인테르   | 2 - 1  | 유벤투스  | 162  |
| 1987-88   | 세리에 A                         | 1988년 3월 6일   | 유벤투스 | 1 - 0  | 인테르    | 163  |
| 1988-89   | 세리에 A                         | 1988년 12월 18일 | 인테르   | 1 - 1  | 유벤투스  | 164  |
| 1988-89   | 세리에 A                         | 1989년 5월 7일   | 유벤투스 | 1 - 1  | 인테르    | 165  |
| 1989-90   | 세리에 A                         | 1989년 9월 17일  | 인테르   | 2 - 1  | 유벤투스  | 166  |
| 1989-90   | 세리에 A                         | 1990년 1월 28일  | 유벤투스 | 1 - 0  | 인테르    | 167  |
| 1990-91   | 세리에 A                         | 1990년 10월 28일 | 유벤투스 | 4 - 2  | 인테르    | 68   |
| 1990-91   | 세리에 A                         | 1991년 3월 10일  | 인테르   | 2 - 0  | 유벤투스  | 169  |
| 1991-92   | 세리에 A                         | 1991년 12월 8일  | 유벤투스 | 2 - 1  | 인테르    | 170  |
| 1991-92   | 코파 이탈리아                    | 1992년 2월 12일  | 유벤투스 | 1 - 0  | 인테르    | 171  |
| 1991-92   | 코파 이탈리아                    | 1992년 2월 26일  | 인테르   | 1 - 21 | 유벤투스  | 172  |
| 1991-92   | 세리에 A                         | 1992년 4월 26일  | 인테르   | 1 - 3  | 유벤투스  | 173  |
| 1992-93   | 세리에 A                         | 1992년 10월 25일 | 인테르   | 3 - 1  | 유벤투스  | 174  |
| 1992-93   | 세리에 A                         | 1993년 3월 21일  | 유벤투스 | 0 - 2  | 인테르    | 175  |
| 1993-94   | 세리에 A                         | 1993년 11월 28일 | 인테르   | 2 - 2  | 유벤투스  | 176  |
| 1993-94   | 세리에 A                         | 1994년 4월 2일   | 유벤투스 | 1 - 0  | 인테르    | 177  |
| 1994-95   | 세리에 A                         | 1994년 10월 2일  | 유벤투스 | 0 - 0  | 인테르    | 178  |
| 1994-95   | 세리에 A                         | 1995년 3월 5일   | 인테르   | 0 - 0  | 유벤투스  | 179  |
| 1995-96   | 세리에 A                         | 1995년 12월 17일 | 유벤투스 | 1 - 0  | 인테르    | 180  |
| 1995-96   | 세리에 A                         | 1996년 4월 20일  | 인테르   | 1 - 2  | 유벤투스  | 181  |
| 1996-97   | 세리에 A                         | 1996년 10월 20일 | 유벤투스 | 2 - 0  | 인테르    | 182  |
| 1996-97   | 코파 이탈리아                    | 1996년 11월 13일 | 유벤투스 | 0 - 3  | 인테르    | 183  |
| 1996-97   | 코파 이탈리아                    | 1996년 12월 18일 | 인테르   | 1 - 1  | 유벤투스  | 184  |
| 1996-97   | 세리에 A                         | 1997년 3월 9일   | 인테르   | 0 - 0  | 유벤투스  | 185  |
| 1997-98   | 세리에 A                         | 1998년 1월 4일   | 인테르   | 1 - 0  | 유벤투스  | 186  |
| 1997-98   | 세리에 A                         | 1998년 4월 26일  | 유벤투스 | 1 - 0  | 인테르    | 187  |
| 1998-99   | 세리에 A                         | 1998년 10월 25일 | 유벤투스 | 1 - 0  | 인테르    | 188  |
| 1998-99   | 세리에 A                         | 1999년 2월 27일  | 인테르   | 0 - 0  | 유벤투스  | 189  |
| 1999-2000 | 세리에 A                         | 1999년 12월 12일 | 유벤투스 | 1 - 0  | 인테르    | 190  |
| 1999-2000 | 세리에 A                         | 2000년 4월 16일  | 인테르   | 1 - 2  | 유벤투스  | 191  |
| 2000-01   | 세리에 A                         | 2000년 12월 3일  | 인테르   | 2 - 2  | 유벤투스  | 192  |
| 2000-01   | 세리에 A                         | 2001년 4월 14일  | 유벤투스 | 3 - 1  | 인테르    | 193  |
| 2001-02   | 세리에 A                         | 2001년 10월 27일 | 유벤투스 | 0 - 0  | 인테르    | 194  |
| 2001-02   | 세리에 A                         | 2002년 3월 9일   | 인테르   | 2 - 2  | 유벤투스  | 195  |
| 2002-03   | 세리에 A                         | 2002년 10월 19일 | 인테르   | 1 - 1  | 유벤투스  | 196  |
| 2002-03   | 세리에 A                         | 2003년 3월 2일   | 유벤투스 | 3 - 0  | 인테르    | 197  |
| 2003-04   | 세리에 A                         | 2003년 11월 29일 | 유벤투스 | 1 - 3  | 인테르    | 198  |
| 2003-04   | 코파 이탈리아                    | 2004년 2월 4일   | 유벤투스 | 2 - 2  | 인테르    | 199  |
| 2003-04   | 코파 이탈리아                    | 2004년 2월 12일  | 인테르   | 2 - 22 | 유벤투스  | 200  |
| 2003-04   | 세리에 A                         | 2004년 4월 4일   | 인테르   | 3 - 2  | 유벤투스  | 201  |
| 2004-05   | 세리에 A                         | 2004년 11월 28일 | 인테르   | 2 - 2  | 유벤투스  | 202  |
| 2004-05   | 세리에 A                         | 2005년 4월 20일  | 유벤투스 | 0 - 1  | 인테르    | 203  |
| 2005-06   | 수페르코파 이탈리아나            | 2005년 8월 20일  | 유벤투스 | 0 - 1  | 인테르    | 204  |
| 2005-06   | 세리에 A                         | 2005년 10월 2일  | 유벤투스 | 2 - 0  | 인테르    | 205  |
| 2005-06   | 세리에 A                         | 2006년 2월 12일  | 인테르   | 1 - 2  | 유벤투스  | 206  |
| 2007-08   | 세리에 A                         | 2007년 11월 4일  | 유벤투스 | 1 - 1  | 인테르    | 207  |
| 2007-08   | 코파 이탈리아                    | 2008년 1월 23일  | 인테르   | 2 - 2  | 유벤투스  | 208  |
| 2007-08   | 코파 이탈리아                    | 2008년 1월 30일  | 유벤투스 | 2 - 3  | 인테르    | 209  |
| 2007-08   | 세리에 A                         | 2008년 3월 22일  | 인테르   | 1 - 2  | 유벤투스  | 210  |
| 2008-09   | 세리에 A                         | 2008년 11월 22일 | 인테르   | 1 - 0  | 유벤투스  | 211  |
| 2008-09   | 세리에 A                         | 2009년 4월 18일  | 유벤투스 | 1 - 1  | 인테르    | 212  |
| 2009-10   | 세리에 A                         | 2009년 12월 5일  | 유벤투스 | 2 - 1  | 인테르    | 213  |
| 2009-10   | 코파 이탈리아                    | 2010년 1월 28일  | 인테르   | 2 - 1  | 유벤투스  | 214  |
| 2009-10   | 세리에 A                         | 2010년 4월 16일  | 인테르   | 2 - 0  | 유벤투스  | 215  |
| 2010-11   | 세리에 A                         | 2010년 10월 3일  | 인테르   | 0 - 0  | 유벤투스  | 216  |
| 2010-11   | 세리에 A                         | 2011년 2월 13일  | 유벤투스 | 1 - 0  | 인테르    | 217  |
| 2011-12   | 세리에 A                         | 2011년 10월 29일 | 인테르   | 1 - 2  | 유벤투스  | 218  |
| 2011-12   | 세리에 A                         | 2012년 3월 25일  | 유벤투스 | 2 - 0  | 인테르    | 219  |
| 2012-13   | 세리에 A                         | 2012년 11월 3일  | 유벤투스 | 1 - 3  | 인테르    | 220  |
| 2012-13   | 세리에 A                         | 2013년 3월 30일  | 인테르   | 1 - 2  | 유벤투스  | 221  |
| 2013-14   | 세리에 A                         | 2013년 9월 14일  | 인테르   | 1 - 1  | 유벤투스  | 222  |
| 2013-14   | 세리에 A                         | 2014년 2월 2일   | 유벤투스 | 3 - 1  | 인테르    | 223  |
| 2014-15   | 세리에 A                         | 2015년 1월 6일   | 유벤투스 | 1 - 1  | 인테르    | 224  |
| 2014-15   | 세리에 A                         | 2015년 5월 16일  | 인테르   | 1 - 2  | 유벤투스  | 225  |
| 2015-16   | 세리에 A                         | 2015년 10월 18일 | 인테르   | 0 - 0  | 유벤투스  | 226  |
| 2015-16   | 코파 이탈리아                    | 2016년 1월 27일  | 유벤투스 | 3 - 0  | 인테르    | 227  |
| 2015-16   | 세리에 A                         | 2016년 2월 28일  | 유벤투스 | 2 - 0  | 인테르    | 228  |
| 2015-16   | 코파 이탈리아                    | 2016년 3월 2일   | 인테르   | 3 - 03 | 유벤투스  | 229  |
| 2016-17   | 세리에 A                         | 2016년 9월 18일  | 인테르   | 2 - 1  | 유벤투스  | 230  |
| 2016-17   | 세리에 A                         | 2017년 2월 5일   | 유벤투스 | 1 - 0  | 인테르    | 231  |
| 2017-18   | 세리에 A                         | 2017년 12월 9일  | 유벤투스 | 0 - 0  | 인테르    | 232  |
| 2017-18   | 세리에 A                         | 2018년 4월 28일  | 인테르   | 2 - 3  | 유벤투스  | 233  |
| 2018-19   | 세리에 A                         | 2018년 12월 7일  | 유벤투스 | 1 - 0  | 인테르    | 234  |
| 2018-19   | 세리에 A                         | 2019년 4월 27일  | 인테르   | 1 - 1  | 유벤투스  | 235  |
| 2019-20   | 세리에 A                         | 2019년 10월 6일  | 인테르   | 1 - 2  | 유벤투스  | 236  |
| 2019-20   | 세리에 A                         | 2020년 3월 8일   | 유벤투스 | 2 - 0  | 인테르    | 237  |
| 2020-21   | 세리에 A                         | 2021년 1월 17일  | 인테르   | 2 - 0  | 유벤투스  | 238  |
| 2020-21   | 코파 이탈리아                    | 2021년 2월 2일   | 인테르   | 1 - 2  | 유벤투스  | 239  |
| 2020-21   | 코파 이탈리아                    | 2021년 2월 9일   | 유벤투스 | 0 - 0  | 인테르    | 240  |
| 2020-21   | 세리에 A                         | 2021년 5월 15일  | 유벤투스 | 3 - 2  | 인테르    | 241  |
| 2021-22   | 세리에 A                         | 2021년 10월 24일 | 인테르   | 1 - 1  | 유벤투스  | 242  |
| 2021-22   | 수페르코파 이탈리아나            | 2022년 1월 12일  | 인테르   | 2 - 11 | 유벤투스  | 243  |
| 2021-22   | 세리에 A                         | 2022년 4월 3일   | 유벤투스 | 0 - 1  | 인테르    | 244  |
| 2021-22   | 코파 이탈리아                    | 2022년 5월 11일  | 유벤투스 | 2 - 41 | 인테르    | 245  |
| 2022-23   | 세리에 A                         | 2022년 11월 6일  | 유벤투스 | 2 - 0  | 인테르    | 246  |
| 2022-23   | 세리에 A                         | 2023년 3월 19일  | 인테르   |        | 유벤투스  | 247  |

1 연장전 후의 결과.
2 연장전 후, 유벤투스가 승부차기에서 7-6으로 승리.
3 연장전 후, 유벤투스가 승부차기에서 5-3으로 승리.

## 통계
|                                      | 총 경기 수 | 유벤투스 승리 | 무승부 | 인테르 승리 | 유벤투스 득점 | 인테르 득점 |
| ------------------------------------ | ---------- | ------------- | ------ | ----------- | ------------- | ----------- |
| 과거 리그 (1909~1929와 1945~1946)    | 27         | 8             | 7      | 12          | 36            | 46          |
| 세리에 A (1929~1943와 1946~2022)     | 179        | 86            | 45     | 48          | 257           | 207         |
| 총 리그 결과                         | 206        | 94            | 52     | 60          | 293           | 253         |
| 캄피오나토 알타 이탈리아 (1943~1944) | 2          | 1             | 0      | 1           | 2             | 2           |
| 코파 이탈리아 (1936~2021)            | 34         | 15            | 8      | 11          | 52            | 43          |
| 수페르코파 이탈리아나 (2005, 2021)   | 2          | 0             | 0      | 2           | 1             | 3           |
| 미트로파 예선 (1929)                 | 1          | 1             | 0      | 0           | 1             | 0           |
| 트로페오 피키 (1971)                 | 1          | 0             | 0      | 1           | 1             | 3           |
| 총계                                 | 246        | 111           | 60     | 75          | 350           | 304         |